# Silvia Neid
Silvia Neid (Walldürn, 2 maggio 1964) è un'allenatrice di calcio ed ex calciatrice tedesca, di ruolo centrocampista.
Commissario tecnico della Nazionale di calcio femminile della Germania dal 2005 fino all'estate 2016, alla sua guida ha conquistato un campionato mondiale, quello di Cina 2007, due campionati europei, nelle edizioni di Finlandia 2009 e Svezia 2013, e una medaglia d'oro nel torneo di calcio femminile alle Olimpiadi di Rio 2016.
È stata inoltre nominata per tre volte come miglior allenatore di calcio femminile da parte della FIFA (2010, 2013 e 2016).

## Palmarès

### Calciatrice

#### Club
- Campionato tedesco: 7

Bergisch Gladbach 09: 1984
TSV Siegen: 1987, 1990, 1991, 1992, 1994, 1996
- Coppa di Germania: 6

Bergisch Gladbach 09: 1984
TSV Siegen: 1986, 1987, 1988, 1989, 1993

#### Nazionale
- Campionato europeo femminile di calcio: 3

Germania Ovest 1989, Danimarca 1991, Svezia 1995

### Allenatrice

#### Nazionale
- Campionato mondiale femminile di calcio: 1

Cina 2007
- Campionato europeo femminile di calcio: 2

Finlandia 2009, Svezia 2013
- Bronzo olimpico: 1

Pechino 2008
- Oro olimpico: 1

Rio de Janeiro 2016
- FIFA World Coach of the Year: 2

2010, 2013
- The Best FIFA Women's Coach: 1

2016